# Marasmius pusillissimus
Marasmius pusillissimus är en svampart som beskrevs av Desjardin & R.H. Petersen 1989. Marasmius pusillissimus ingår i släktet Marasmius och familjen Marasmiaceae.   Inga underarter finns listade i Catalogue of Life.